# Hesketh Racing

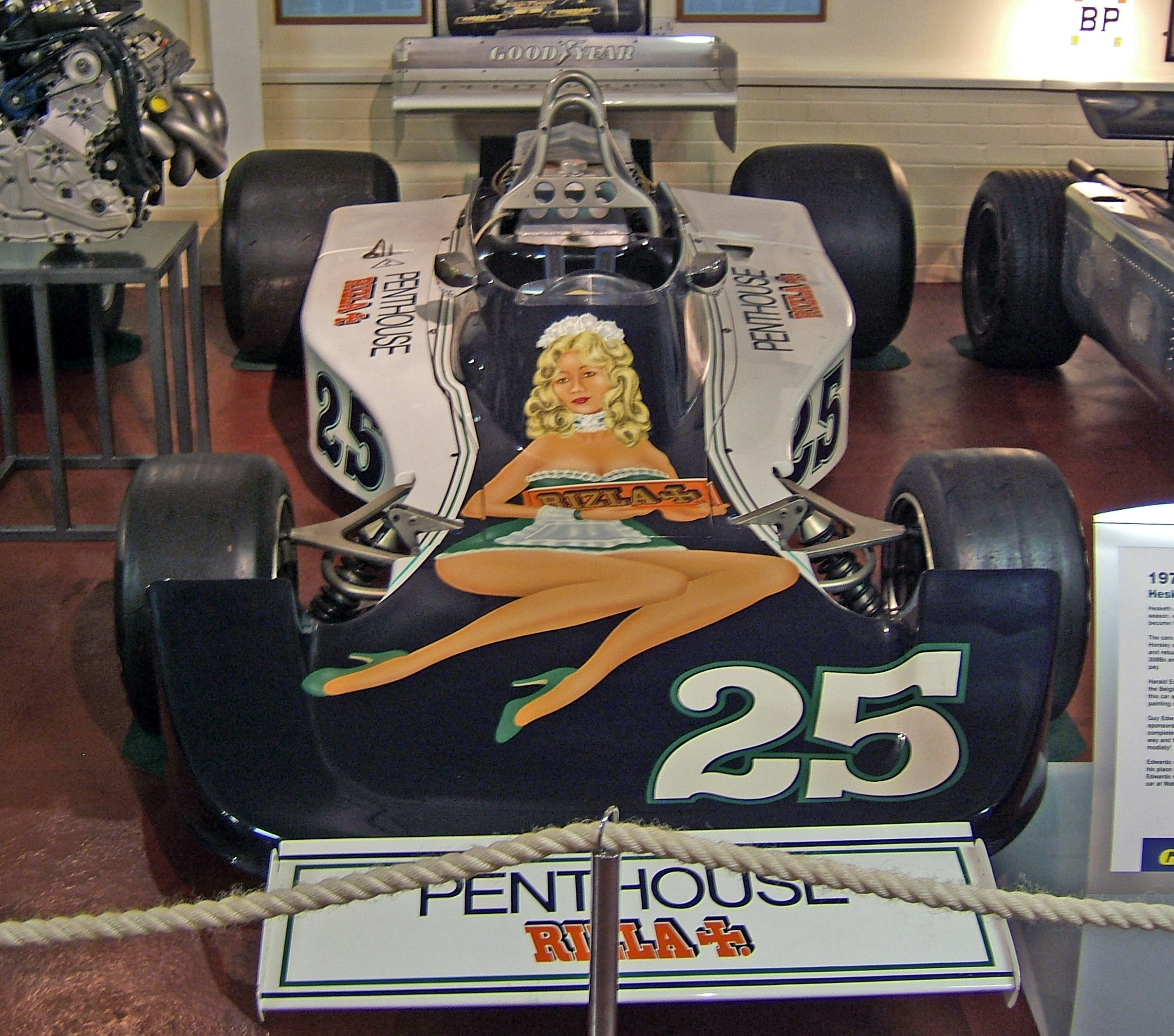
O Hesketh 308D de 1976, pilotado por Harald Ertl, Guy Edwards, Rolf Stommelen e Alex Dias Ribeiro.

Hesketh Racing foi uma equipe de Fórmula 1 fundada pelo aristocrata inglês Lord Alexander Hesketh. Participou da Fórmula 1 de 1974 a 1978 (em 1973, não teve os pontos computados por não ter se inscrito), e venceu o Grande Prêmio da Holanda com James Hunt. Antes da Fórmula 1, a equipe disputava a Fórmula 3, sempre com Hunt como piloto.
Além do inglês, outros pilotos correram pela equipe, como Alan Jones, Alex Dias Ribeiro, Eddie Cheever, Derek Daly e Rolf Stommelen.